# Regió d'Adrar
La wilaya d'Adrar (àrab: ولاية آدرار, wilāyat Adrār) és una divisió administrativa (wilaya) de Mauritània, la segona més gran del país, anomenada així per l'altiplà d'Adrar o Adrar Tmar. La capital és Atar, que concentra almenys la meitat de la població. Altres viles són Choum, Chinguetti i Ouadane.
Administrativament està subdividida en 4 departaments:
- Aoujeft
- Atar
- Chinguiti
- Ouadane

La població el 1988 era de 61.847 i el 2000 s'havia reduït a 60.847 habitants. La superfície és de 215.300 km²